# Souldivider
Souldivider är ett svenskt stonerrockband från Karlstad. Deras sound kan beskrivas som 1970-talsinfluerad hårdrock. Bandet släppte två skivor, The Big Relax (2001) och Supersound City (2003). För Supersound City tog bandet hjälp av Nick Blagona en känd Kanadensisk producent och ljudtekniker. Blagona gjorde sig ett namn på 1970- och 1980-talet då han jobbade med produktioner för band som Deep Purple, Def Leppard, David Bowie, m.fl.
Souldivider försvann från rampljuset 2003 efter problem med skivbolaget. Enligt uttalanden från  bandet själva fanns det inget intresse för deras transatlantiska skivbolag att marknadsföra bandet i Europa. Bolaget i fråga, det Toronto-baserade och numera avvecklade skivbolaget 12th Planet Music menade å andra sidan att bandet drabbats av hybris enligt ett uttalande i den kanadensiska musiktidningen Restrained #23 2005
Souldivider flörtade bitvis rejält med extremsportetablissemanget och bidrog med låtar till ett flertal extremsportfilmer. I ett avsnitt av den amerikanska stunt-/underhållningsserien på MTV Viva La Bam kan man höra ett parti från låten Anymore spelas under en sekvens då skateboardstunts utförs.
Det har gått rykten om en återförening under flera år, även om bandmedlemmarna själva aldrig officiellt betraktat bandet som nedlagt enligt basisten Mattias Wall som tillsammans med sångaren Jonas Gustafsson som får anses som frontfigurer i bandet. ”Vi har inte gett oss, vi har inte bara satt ett nytt datum för nästa rep” sa basisten Mattias Pils Wall i samband med att han fått frågan om bandets status i samband med en intervju på en amerikansk Metal podcast i december 2019. 

## Medlemmar
Senaste kända medlemmar
- Mattias "Pils" Wall (fd Nilsson) – basgitarr
- Claes Lysen – trummor
- Andreas Hahne – gitarr
- Mala (Martin Henricsson) – gitarr
- Jonas Gustafson – sång

## Diskografi
Demo
- Demo 1999 (1999)
- Below the Astral Surface (1999)

Studioalbum
- Supersound City (2002)

EP
- The Big Relax (2001)

Samlingsalbum
- Stonerrock Fu Manchu Kyuss (2009)

Annat
- Metalbox (delad CD: Horned / Sparzanza / Souldivider / Remuda Dust / Space Probe Taurus) (2001)